# Ellenség (fogalom)
Az ellenség olyan személy vagy személyek csoportja, akik ártó szembenállást tanúsítanak egy adott személlyel/csoporttal szemben, illetve szembemennek az elveikkel. Az ellenség fogalma "alap fogalomnak számít mind a személyek, mind a közösségek számára". Az "ellenség" fogalma azt szolgálja, hogy egy bizonyos személyt/csoportot fenyegetésnek valljon, ezáltal heves reakciót váltson ki. 
Az "ellenség" erős szónak számít, és a hozzá kapcsolódó érzelmek a következők: harag, gyűlölet, frusztráció, irigység, féltékenység, félelem, bizalmatlanság és lehetséges tisztelet is. A politika keretein belül az ellenséghez kapcsolódó fogalmak az utálat, az erőszak, a csata és a háború. Az ellenség ellentéte a barát vagy a szövetséges.
Azt a személyt vagy csoportot, aki(k) veszélyesnek számítanak a közösség számára, közellenségnek nevezzük.
A teológia tipikusan egy gonosz istent vagy ördögöt illet az "ellenség" szóval.

## Etimológia
A magyar ellenség szó az ellen és a -ség rag összevonása. A szó angol megfelelője, az enemy a kilencedik századi latin inimi, illetve a latin inimicus szóból származik.

## Az irodalomban
Az irodalomban a történetek úgy fejlődnek ki, hogy megismerjük a főszereplőt, akinek túl kell jutnia az antagonista által készített akadályokon. Az ellenfél a főszereplő személyes ellensége. Egyes történetek, főleg szuperhős történetek során a főszereplő hősnek egy adott ősellenség ellen kell harcolnia, akinek ugyanakkora ereje van, mint a hősnek, esetleg még nagyobb. Ezáltal feszültség keletkezik, hogy a hős le tudja-e győzni ezt az ellenséget. Az ellenséget leginkább gonosz karakterként ábrázolják.

## Megbocsátás
A vallások szerint meg kell bocsátani az ellenségnek. A Zsidó Enciklopédia szerint az "ellenség gyűlölete a primitív emberek jellemzője", míg "az akarat, hogy megbocsáss az ellenségeidnek, a fejlett erkölcsi fejlődés jele".